# Astacilla intermedia
Astacilla intermedia là một loài chân đều trong họ Arcturidae. Loài này được Goodsir miêu tả khoa học năm 1841.